# 富山市立福沢小学校
富山市立福沢小学校（とやましりつ ふくさわしょうがっこう）は富山県富山市にある公立小学校。

## 沿革
- 1873年 - 創立[2]。
- 1944年 - 東京都荏原区（現・品川区）の後地国民学校（現・品川区立後地小学校）児童26名が学童疎開[3]。
- 1972年 - 小佐波分校廃校
- 1977年 - 小坂分校廃校[4]。
- 1986年12月14日 - 校舎落成式（建築面積4,131m2）[5]。
- 1990年12月15日 - プール完工式[6]。

## 通学区域
東福沢1区～7区、火土呂、中央農高、福沢中央住宅、小佐波、牧野、大山布目、東黒牧、楜ヶ原、小谷、砂見、芋平、日尾、瀬戸、馬瀬、石渕、下双嶺、大清水、大双嶺、小坂、東黒牧上野、東福沢住宅団地、津毛、福沢団地、千長原、長棟、奥山

## 進学先
- 富山市立上滝中学校

## 周辺
- 富山県道67号宇奈月大沢野線
- 片山学園中学校・高等学校
- 熊野川